# Липовский, Игорь Павлович
Игорь Павлович Липовский (род. 7 марта 1950, Москва, РСФСР) — советский, американский и израильский библеист и историк-востоковед. Профессор Бостонского университета и директор Центра библейских исследований при нём, ранее был приглашённым профессором в СПбГУ, Калифорнийском, Хайфском и Тель-Авивском университетах.

## Биография
Родился 7 марта 1950 года в Москве в межнациональной семье. Отец учёного происходил из зажиточной семьи купцов, помещиков и благотворителей, а его предки также частично происходили из зажиточных евреев Москвы и Минска, владея в своё время несколькими предприятиями, домом на Чистых прудах, где ныне расположено посольство Республики Казахстан, а дядя по отцу, Александр Ильич, был известным в советское время режиссёром и драматургом. Мать Липовского была внучкой английского купца Мартина Робинсона, который разорвал связь с сыном и дедом Игоря после того, как тот, будучи моряком, плававшим на пароходе своего отца по Волге, женился на обычной крестьянке. После революции 1917 года многие его родственники покинули Россию и отправились в Париж, в частности прибывавший в будущем к родным двоюродный брат отца Игоря Роберт, совладелец Dassault.
В 1972 году Липовский окончил Институт восточных языков при МГУ по специальности «востоковедение» и референт-переводчик. В дальнейшем работал в дипломатическом представительстве СССР в Турецкой республики, в дальнейшем в ИНИОН АН СССР и внештатным переводчиком. В 1987 году перебрался в Израиль, где на протяжении 6 лет преподавал на кафедрах истории Ближнего Востока в Хайфском и Тель-Авивском университетах, а в 1990 году записался добровольцем в ЦАХАЛ в ходе Первой палестинской интифады. В 1993 году прибыл в Россию, где два года работал на должности приглашённого профессора в СПбГУ, затем столько же преподавал в Калифорнийском университете в Лос-Анджелесе. В 1998 году перевёлся в Бостонский университет, где преподаёт и поныне в качестве профессора и директора Центра библейских исследований.
В 1992 году опубликовал книгу о социалистическом движении в Турции в 1960—1980 годах с предисловием Шерифа Мардина, в которой исследовал возникновение и развитие этого движения, в частности основанной в 1961 году Турецкой рабочей партии и двух военных переворотов в 1971 и 1980 годах, приведших к краху движения. Книга получила признание критиков и научного сообщества, в частности историк и политолог Фероз Ахмад писал, что тщательная проработка автором документов и прессы того времени привели к появлению крайне подробного исследования, которое в дальнейшем станет базисом для любого исследователя истории этого периода. В 1996 году за эту книгу Липовский был удостоен премии от Турецкой исторической организации. Годом позже от Калифорнийского университета удостоился «Гуманитарной премии» за серию статей и лекций, связанных с Центральной Азией, а за исследования в области библеистики дважды получал награду от Общества библейской литературы (США).

## Личная жизнь
Живёт под Бостоном в США, имеет гражданства США и Израиля. Состоит в браке и имеет четырёх детей: трёх сыновей и дочь.

## Труды
- Lipovsky Igor P. The Socialist Movement in Turkey 1960—1980 (англ.) / Foreword by Serif Mardin. — Leiden, New York & Köln: E.J. Brill, 1992. — x, 193 p. — (Social, Economic and Political Studies of the Middle East and Asia, vol. 45). — ISBN 978-90-04-09582-3. — doi:10.1163/9789004491878.
- Липовский И. П. Библейский Израиль: история двух народов. — СПб.: ИЦ «Гуманитарная академия», 2010. — 576 с. — ISBN 978-5-93762-066-8.
- Липовский И. П. Иудея Христа. Рождение новой веры. — М.: Вече, 2016. — 352 с. — (Всемирная история). — ISBN 978-5-4444-5255-4.
- Lipovsky Igor P. Judea Between Two Eras (англ.). — Boston: Cambridge Publishing Co., 2017. — xiii, 149 p. — ISBN 978-0-692-90436-7. — ISBN 0-692-90436-0.
- Lipovsky Igor P. Early Israelites: Two Peoples, One History : Rediscovery of the Origins of Ancient Israel (англ.). — Salt Lake City: American Academy Press, 2019. — 269 p. — ISBN 978-0-578-53630-9. — ISBN 0-578-53630-7.
- Lipovsky Igor P. From the Judaism of Jesus to the Christianity of Paul (англ.). — Salt Lake City: American Academy Press, 2022. — 184 p. — ISBN 978-0-578-37614-1. — ISBN 0-578-37614-8. см. также на русском языке